# アンテロス (小惑星)
アンテロス (1943 Anteros) は、アモール群の小惑星である。アルゼンチンの El Leoncito において、ジェームズ・ギブソンによって発見された。名称はギリシア神話の返愛の神アンテロースに由来する。
公転軌道が地球に外接していることからアメリカ航空宇宙局 (NASA) の小惑星探査機NEARシューメーカーや宇宙科学研究所 (ISAS) の工学実験探査機はやぶさの初期検討段階において探査対象天体として選定されていたが、どちらも検討の進行に伴い探査対象は他の天体に変更された。